# 德特勒夫·霍夫曼
德特勒夫·霍夫曼（德語：Detlef Hofmann，1963年11月12日—），德国男子皮划艇运动员。他曾代表德国参加1996年夏季奥林匹克运动会皮划艇比赛，获得男子四人皮艇1000米金牌。